# Cheoin-gu
Cheoin-gu là gu lớn nhất ở Yongin; nó nằm ở phía Đông Nam của thành phố. Nó có 4 dong, 1 eup và 6 myeon.

## Phân cấp hành chính
- Yeoksam-dong (sáp nhập của Yeokbuk-dong và Samga-dong)
- Jungang-dong (chia ra thành Gimnyangjang-dong và Namdong)
- Yurim-dong (sáp nhập của Yubang-dong và Gorim-dong)
- Dongbu-dong (chia ra thành Mapyeong-dong, Unhak-dong, Haegok-dong và Hodong)
- Pogok-eup
- Yangji-myeon
- Wonsam-myeon
- Baegam-myeon
- Idong-eup
- Namsa-myeon
- Mohyeon-eup

## Danh sách Gu ở Yongin
- Cheoin-gu
- Giheung-gu
- Suji-gu